# Mehdi Karroubi

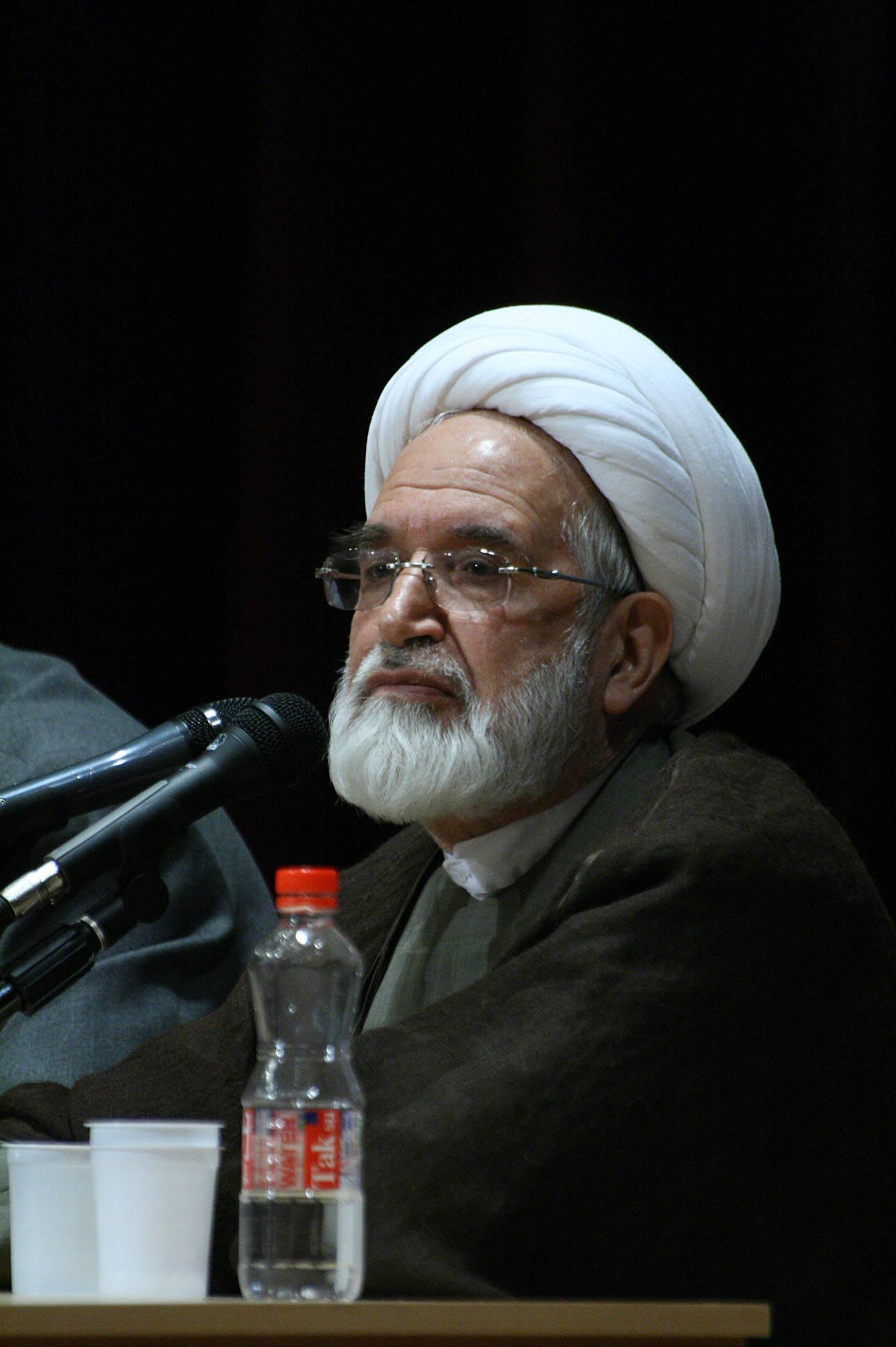
Mehdi Karroubi

Mehdi Karroubi (persiska: مهدی کروبی, Mehdi Karrūbĩ), född 26 september 1937 i Aligudarz i Lorestan, är en inflytelserik iransk reformistisk politiker, islamist, aktivist, mojtahed och ordförande i National Trust Party. Han var ordförande i parlamentet från 1989 till 1992 och 2000 till 2004, och presidentkandidat i 2005 och 2009 års presidentval. Han är ledare för oppositionen i Iran.